# La Neuve-Lyre
La Neuve-Lyre est une commune française du département de l'Eure, en région Normandie.

## Géographie

### Description
La Neuve-Lyre est une commune du Sud-Ouest du département de l'Eure, localisée entre Rugles et Beaumont-le-Roger.
Située au cœur de la vallée de la Risle et traversée par deux petites vallées sèches, elle appartient à la région naturelle du pays d'Ouche qui se prolonge jusque dans le département de l'Orne. Les vallées présentent, ici, des pentes douces (au contraire de la vallée de la Risle située en aval de Beaumont-le-Roger). La Neuve-Lyre se caractérise, comme le reste du pays d'Ouche, par une présence importante des structures végétales (que ce soit des haies bocagères, des bosquets ou des boisements plus importants) au milieu des cultures de blé ou de colza (qui ont remplacé les prairies).
À vol d'oiseau, la commune est à 10 km au nord de Rugles, à 15 km au sud-ouest de Conches-en-Ouche, à 32 km au sud-ouest d'Évreux et à 64 km au sud de Rouen.

### Communes limitrophes
| Bois-Normand-près-Lyre | La Vieille-Lyre   | La Vieille-Lyre   |
| Bois-Normand-près-Lyre | La Neuve-Lyre     | La Vieille-Lyre   |
|                        | Neaufles-Auvergny | Neaufles-Auvergny |

### Hydrographie
La commune est située dans le bassin Seine-Normandie. Elle est drainée par la Risle, le Val Logé et le fossé 01 de la commune de la Neuve-Lyre,,.
La Risle, d'une longueur de 145 km, prend sa source dans la commune de Planches et se jette  dans la Seine à Berville-sur-Mer, après avoir traversé 52 communes.

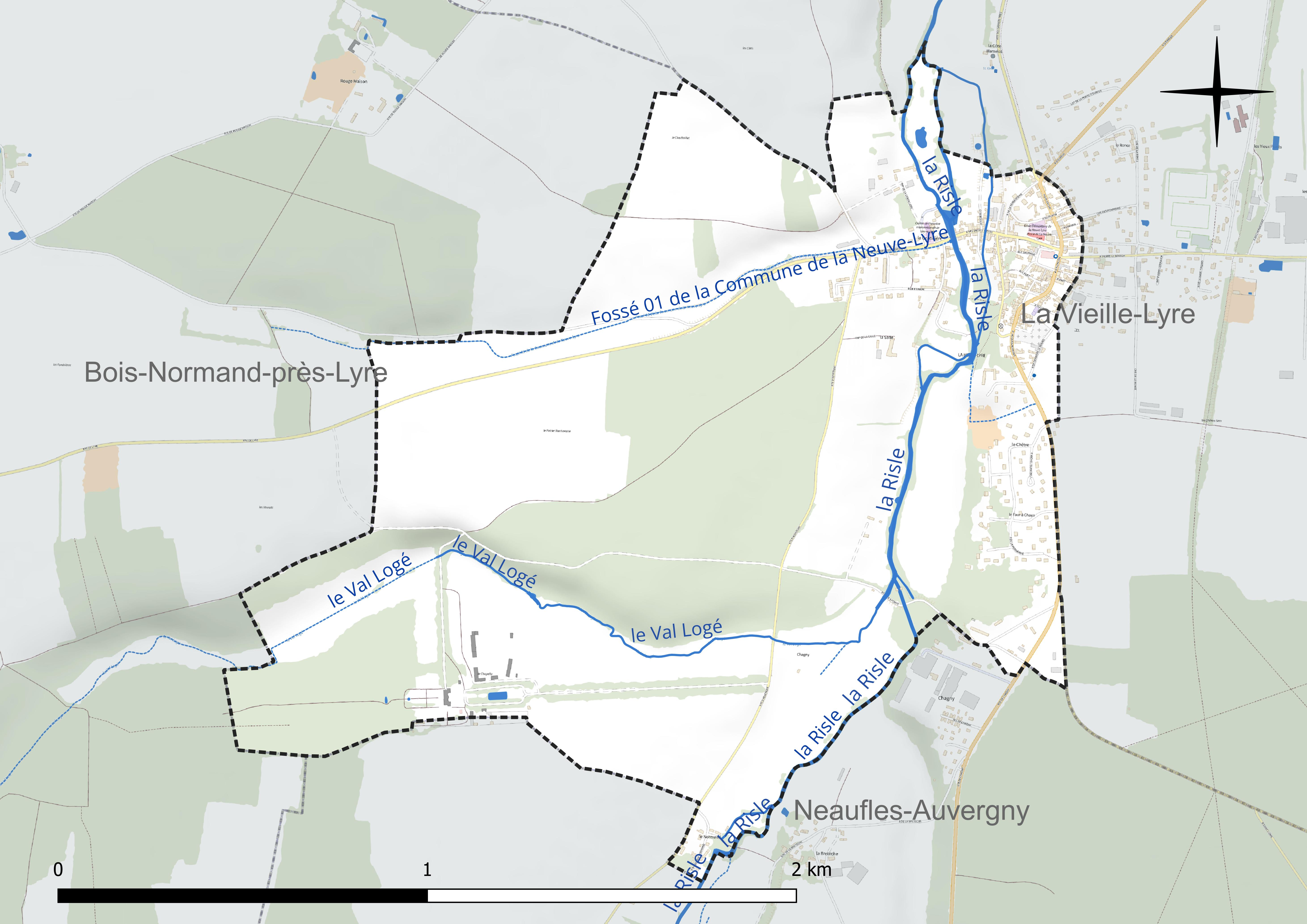
Réseau hydrographique de la Neuve-Lyre.

Le Val Loge, d'une longueur de 14 km, prend sa source dans la commune de Saint-Nicolas-de-Sommaire et se jette  dans la Risle sur la commune, après avoir traversé huit communes.

### Climat
Pour des articles plus généraux, voir Climat de la Normandie et Climat de l'Eure.
En 2010, le climat de la commune est de type climat océanique dégradé des plaines du Centre et du Nord, selon une étude du CNRS s'appuyant sur une série de données couvrant la période 1971-2000. En 2020, Météo-France publie une typologie des climats de la France métropolitaine dans laquelle la commune est exposée à un climat océanique et est dans la région climatique Côtes de la Manche orientale, caractérisée par un faible ensoleillement (1 550 h/an) ; forte humidité de l’air (plus de 20 h/jour avec humidité relative > 80 % en hiver), vents forts fréquents. Parallèlement le GIEC normand, un groupe régional d’experts sur le climat, différencie quant à lui, dans une étude de 2020, trois grands types de climats pour la région Normandie, nuancés à une échelle plus fine par les facteurs géographiques locaux. La commune est, selon ce zonage, exposée à un « climat des plateaux abrités », correspondant aux plaines agricoles de l’Eure, avec une pluviométrie beaucoup plus faible que dans la plaine de Caen en raison du double effet d’abri provoqué par les collines du Bocage normand et par celles qui s’étendent sur un axe du Pays d'Auge au Perche.
Pour la période 1971-2000, la température annuelle moyenne est de 10,1 °C, avec  une amplitude thermique annuelle de 13,7 °C. Le cumul annuel moyen de précipitations est de 737 mm, avec 12 jours de précipitations en janvier et 8,3 jours en juillet. Pour la période 1991-2020, la température moyenne annuelle observée sur la station météorologique la plus proche, située sur la commune des Bottereaux à 7 km à vol d'oiseau, est de 10,8 °C et le cumul annuel moyen de précipitations est de 736,5 mm,. Pour l'avenir, les paramètres climatiques de la commune estimés pour 2050 selon différents scénarios d’émission de gaz à effet de serre sont consultables sur un site dédié publié par Météo-France en novembre 2022.

## Urbanisme

### Typologie
Au 1er janvier 2024, La Neuve-Lyre est catégorisée bourg rural, selon la nouvelle grille communale de densité à 7 niveaux définie par l'Insee en 2022.
Elle est située hors unité urbaine et hors attraction des villes,.

### Occupation des sols
L'occupation des sols de la commune, telle qu'elle ressort de la base de données européenne d’occupation biophysique des sols Corine Land Cover (CLC), est marquée par l'importance des territoires agricoles (57,7 % en 2018), en diminution par rapport à 1990 (71,7 %). La répartition détaillée en 2018 est la suivante : 
terres arables (30,8 %), prairies (26,9 %), forêts (26,8 %), zones urbanisées (15,6 %). L'évolution de l’occupation des sols de la commune et de ses infrastructures peut être observée sur les différentes représentations cartographiques du territoire : la carte de Cassini (XVIIIe siècle), la carte d'état-major (1820-1866) et les cartes ou photos aériennes de l'IGN pour la période actuelle (1950 à aujourd'hui).

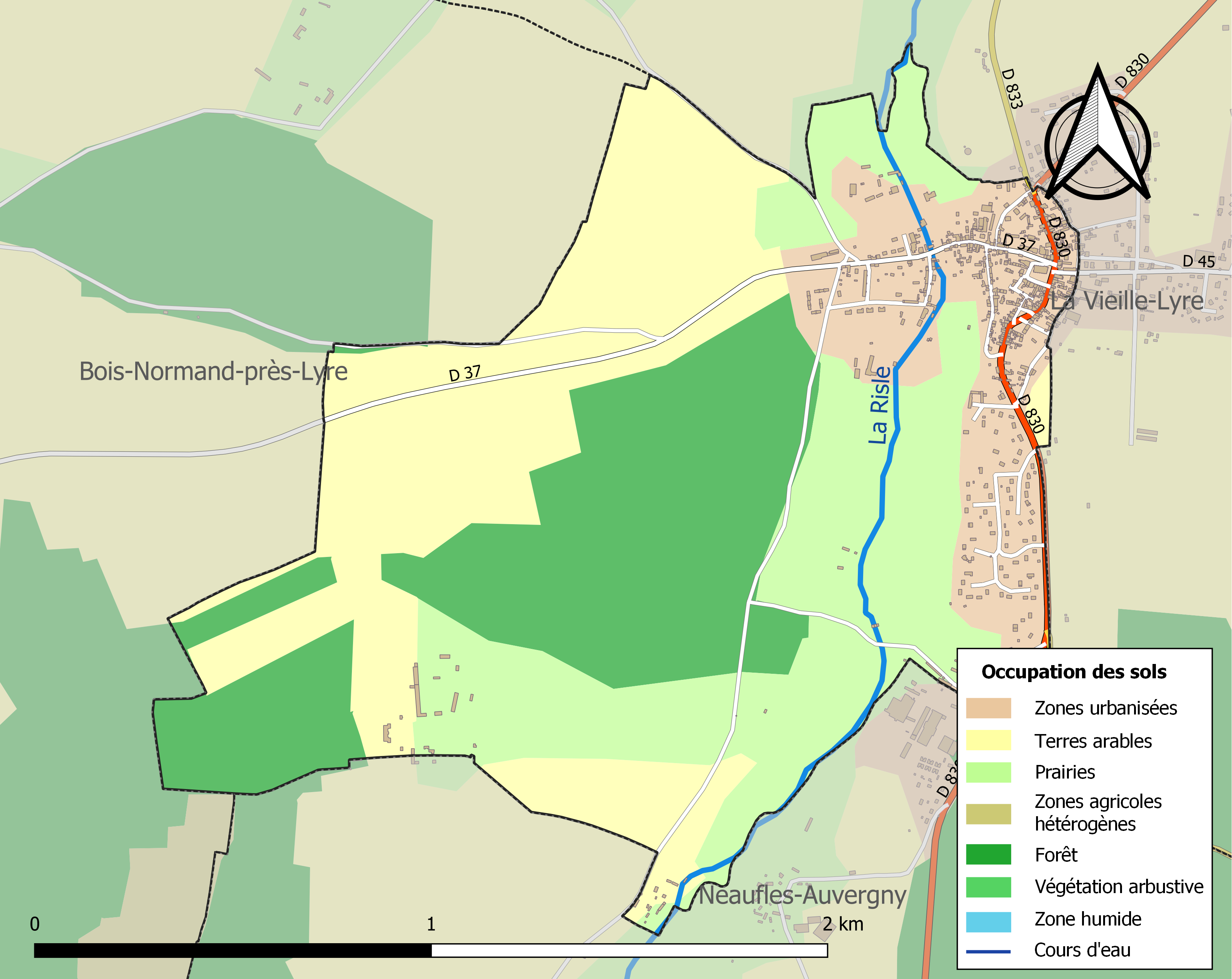
Carte des infrastructures et de l'occupation des sols de la commune en 2018 (CLC).

### Habitat et logement
En 2019, le nombre total de logements dans la commune était de 363, alors qu'il était de 370 en 2014 et de 353 en 2009.
Parmi ces logements, 73,6 % étaient des résidences principales, 9,9 % des résidences secondaires et 16,5 % des logements vacants. Ces logements étaient pour 85,3 % d'entre eux des maisons individuelles et pour 14,4 % des appartements.
Le tableau ci-dessous présente la typologie des logements à la La Neuve-Lyre  en 2019 en comparaison avec celle de l'Eure et de la France entière. Une caractéristique marquante du parc de logements est ainsi une proportion de résidences secondaires et logements occasionnels (9,9 %) supérieure à celle du département (6,3 %) et à celle de la France entière (9,7 %). Concernant le statut d'occupation de ces logements, 61,4 % des habitants de la commune sont propriétaires de leur logement (56,9 % en 2014), contre 65,3 % pour l'Eure et 57,5 pour la France entière.
| Typologie                                               | La Neuve-Lyre | Eure | France entière |
| ------------------------------------------------------- | ------------- | ---- | -------------- |
| Résidences principales (en %)                           | 73,6          | 85,3 | 82,1           |
| Résidences secondaires et logements occasionnels (en %) | 9,9           | 6,3  | 9,7            |
| Logements vacants (en %)                                | 16,5          | 8,4  | 8,2            |

## Toponymie
Le nom de la localité est attesté sous la forme Nova Lira vers 1050 (charte de Guillaume Fitz Osbern), La Nove Lire en 1254 (cartulaire de Lyre), Neufve Lire en 1469 (monstre gén. de la nobl. de Rouen), Jeune Lyre en 1460 (inventaire du chartrier de Lyre), Lire la Neuve en 1722,.
 
Il s'agit sans doute de la division d'un primitif Lire, conservé par le nom de l'ancienne abbaye de Lyre.
Ce toponyme semble devoir être rapproché du nom primitif de la Risle (fluvius Lirizinus VIIIe siècle, Vie de saint Germer) qui contient le thème hydronymique lera / lira, mis en évidence par les linguistes. Dans le cas du nom de la Risle, on a une double suffixation *Lir-ic-ina, devenu par métathèse *Ricilina> Risle. Les noms de lieux et les hydronymes se déclinent souvent l'un à partir de l'autre dans les faits.
Voir toponymie de la Vieille-Lyre.

## Histoire

### Moyen Âge
À l'origine, La Neuve-Lyre relève de la paroisse de la Vieille-Lyre. En 1229, elle acquiert son autonomie. Elle a est, dès le Moyen Âge, un centre commercial (marché et halle), administratif (siège de vicomté et de sergenterie) et artisanal (travail du fer).

### Révolution française et Empire
En 1791, elle a été désignée chef-lieu de canton mais Napoléon lui a retiré cette qualité.

## Politique et administration

### Rattachements administratifs et électoraux

#### Rattachements administratifs
La commune se trouve ddans l'arrondissement d'Évreux du département de l'Eure.
Elle faisait partie depuis 1801 du canton de Rugles. Dans le cadre du redécoupage cantonal de 2014 en France, cette circonscription administrative territoriale a disparu, et le canton n'est plus qu'une circonscription électorale.

#### Rattachements électoraux
Pour les élections départementales, la commune fait partie depuis 2014 du canton de Breteuil (Eure)
Pour l'élection des députés, elle fait partie de la deuxième circonscription de l'Eure.

### Intercommunalité
La Neuve-Lyre était membre de la communauté de communes du Canton de Rugles, un établissement public de coopération intercommunale (EPCI) à fiscalité propre créé fin 1995  et auquel la commune avait transféré un certain nombre de ses compétences, dans les conditions déterminées par le code général des collectivités territoriales.
Dans le cadre des dispositions de la loi portant nouvelle organisation territoriale de la République du 7 août 2015, qui prévoit que les établissements publics de coopération intercommunale (EPCI) à fiscalité propre doivent avoir un minimum de 15 000 habitants, cette intercommunalité a fusionné avec sa voisine pour former, le 1er janvier 2017, la communauté de communes Interco Normandie Sud Eure dont est désormais membre la commune.

### Liste des maires
| Période                                  | Période                      | Identité              | Étiquette | Qualité                                         |
| ---------------------------------------- | ---------------------------- | --------------------- | --------- | ----------------------------------------------- |
| Les données manquantes sont à compléter. |                              |                       |           |                                                 |
| 1790                                     | 1807                         | Jacques Le Bas        |           | Propriétaire                                    |
| 1807                                     | 1831                         | Jean-Michel Gueffe    |           |                                                 |
| 1831                                     | 1836                         | Armand Mesnil         |           |                                                 |
| 1836                                     | 1844                         | Pierre-Casimir Querey |           |                                                 |
| 1844                                     | 1848                         | Jean-Jacques Gueffe   |           |                                                 |
| 1848                                     | 1852                         | Germain Baraguey      |           | Industriel                                      |
| 1852                                     | 1862                         | Jean-Jacques Gueffe   |           |                                                 |
| 1862                                     | 1896                         | Émile Baraguey        |           | Industriel Mort en fonction                     |
| 1896                                     | 1914                         | Joseph Loiziel        |           | Huissier                                        |
| 1914                                     | 1919                         | Prosper Bastien       |           | Marchand, mercier                               |
| 1919                                     | 1926                         | Pierre Remi           |           | Huissier                                        |
| 1926                                     | 1932                         | Raoul Loiziel         |           | Avocat                                          |
| 1932                                     | 1940                         | Anatole Boulay        |           | Cafetier                                        |
| 1940                                     | 1944                         | Victor de Kermel      |           | Comte                                           |
| 1944                                     | 1959                         | Yvan Blanchet         |           | Marchand de bois                                |
| 1959                                     | juin 1995                    | Raymond Plaine,       |           | Notaire Chevalier de l'Ordre national du Mérite |
| juin 1995                                | 2014                         | Jean-Claude François  |           | ecrétaire de mairie puis chauffeur de cars      |
| 2014                                     | mai 2020                     | Daniel Besnehard      | DVD       | Fonctionnaire                                   |
| mai 2020,                                | En cours (au 3 février 2023) | Chantal Topart        |           | Cadre                                           |

## Équipements et services publics
La mairie-école, construite en 1932 est rénovée de 2020 à 2022,.

### Enseignement
L'école élémentaire, qui comprend quatre classes en 2022/2023, devrait en perdre une à la rentrée 2023 à la suite d'une baisse des effectfs.

### Postes et télécommunications
Le bureau de poste ferme en juin 2023, et est remplacé par une agence postale communale implantée en mairie.

### Équipements culturels
La médiathèque s'est implantée en 2022 dans l’ancien magasin d’appareils ménagers des établissements Chrétien, acquis par la commune.

### Santé
La construction d'une maison médicale est envisagée par l'intercommunalité.

### Justice, sécurité, secours et défense
En 2023 est installé un système de vidéosurveillance constitué de sept caméras, en lien avec la Gendarmerie nationale.
Le centre de secours de la Neuve-Lyre, centre en garde postée avec deux  professionnels et deux volontaires la semaine en journée, défend la commune et ses environs, mais, en 2022, ses effectifs de 13 pompiers sont en baisse.

## Population et société

### Démographie
L'évolution du nombre d'habitants est connue à travers les recensements de la population effectués dans la commune depuis 1793. Pour les communes de moins de 10 000 habitants, une enquête de recensement portant sur toute la population est réalisée tous les cinq ans, les populations de référence des années intermédiaires étant quant à elles estimées par interpolation ou extrapolation. Pour la commune, le premier recensement exhaustif entrant dans le cadre du nouveau dispositif a été réalisé en 2007.

En 2022, la commune comptait 532 habitants, en évolution de −7,16 % par rapport à 2016 (Eure : −0,25 %, France hors Mayotte : +2,11 %).
| 1793 | 1800 | 1806 | 1821 | 1831 | 1836 | 1841 | 1846 | 1851 |
| ---- | ---- | ---- | ---- | ---- | ---- | ---- | ---- | ---- |
| 758  | 817  | 784  | 788  | 802  | 724  | 741  | 743  | 702  |

| 1856 | 1861 | 1866 | 1872 | 1876 | 1881 | 1886 | 1891 | 1896 |
| ---- | ---- | ---- | ---- | ---- | ---- | ---- | ---- | ---- |
| 683  | 712  | 675  | 716  | 694  | 688  | 753  | 755  | 685  |

| 1901 | 1906 | 1911 | 1921 | 1926 | 1931 | 1936 | 1946 | 1954 |
| ---- | ---- | ---- | ---- | ---- | ---- | ---- | ---- | ---- |
| 788  | 830  | 791  | 788  | 770  | 736  | 608  | 674  | 621  |

| 1962 | 1968 | 1975 | 1982 | 1990 | 1999 | 2006 | 2007 | 2012 |
| ---- | ---- | ---- | ---- | ---- | ---- | ---- | ---- | ---- |
| 618  | 724  | 802  | 712  | 598  | 567  | 603  | 607  | 583  |

| 2017 | 2022 | - | - | - | - | - | - | - |
| ---- | ---- | - | - | - | - | - | - | - |
| 573  | 532  | - | - | - | - | - | - | - |

### Manifestations culturelles et festivités
La fête de la musique et la fête de la Risle ont lieu fin juin.
Le marché de noël est renommé.

## Économie
Le bourg dispose d'un tissu commercial, avec quincailler, pharmacien, boucher, épicier, médecin, boulanger, gérant de bar-tabac, infirmières…
Deux marchés hebdomadaires s'y tiennent, le lundi et le vendredi, ainsi qu'un marché de producteurs une fois par mois

## Culture locale et patrimoine

### Lieux et monuments
- Église Saint-Gilles, du XIIIe siècle, remaniée au XIXe siècle (réfection des murs et agrandissement du chœur). Une partie de l'édifice, dont le clocher, est en grison, une pierre rousse du pays d'Ouche.

L'orgue a été rénové en 2011 par le facteur d'orgue Jean-François Muno.
- Château médiéval. Il ne reste plus de trace de ce château édifié sur l’emplacement de l’actuel cimetière. Il joua un rôle militaire durant le XIIe siècle lors de la révolte de plusieurs barons contre le duc de Normandie et roi d’Angleterre, Henri Ier. Arnaud du Bois commandait le château mais négocia et le livra au roi. Il était à l'époque du duc Henri la possession de Robert de Leicester († 1168)[39]. Il s’agissait d’une motte castrale, fréquente en Normandie, palissée de bois et ceinte de larges fossés. Si le château lyrois n’est pas mentionné durant la guerre de Cent Ans, longtemps le village conserva des traces ; ainsi la rue des Fossés du Château ne devint rue de Derrière le Bourg qu’au XIXe siècle[40].
- Château de la Chapelle[41],[42] (1865-1879)  Inscrit MH (2002)[43]. Œuvre de style éclectique pensée par l'architecte Jacques Baumier pour  le maire de la commune, Émile Claudius Baraguey-Fouquet.

Un avant-corps à tourelles signale l'entrée du château. Les façades mêlent le silex taillé en parement, la brique (chaînes) et la pierre de taille (corniches).
Il est  détruit en partie par un incendie le 27 juillet 2012. L'édifice est également situé sur le territoire de la commune de Neaufles-Auvergny.
- Fontaine, place de l'église, offerte en 1902 par Émile Bourgeois, propriétaire d’un magasin de porcelaine à Paris[44]
- En 2021, une fresque géante (11 mètres sur 6 mètres), représentant Bourvil, a été réalisée dans le village par Romain Vasse alias Atomik et des amis graffeurs[45],[46].
- Camping municipal de 12 ha de 65 places, au pied de la rivière[47].

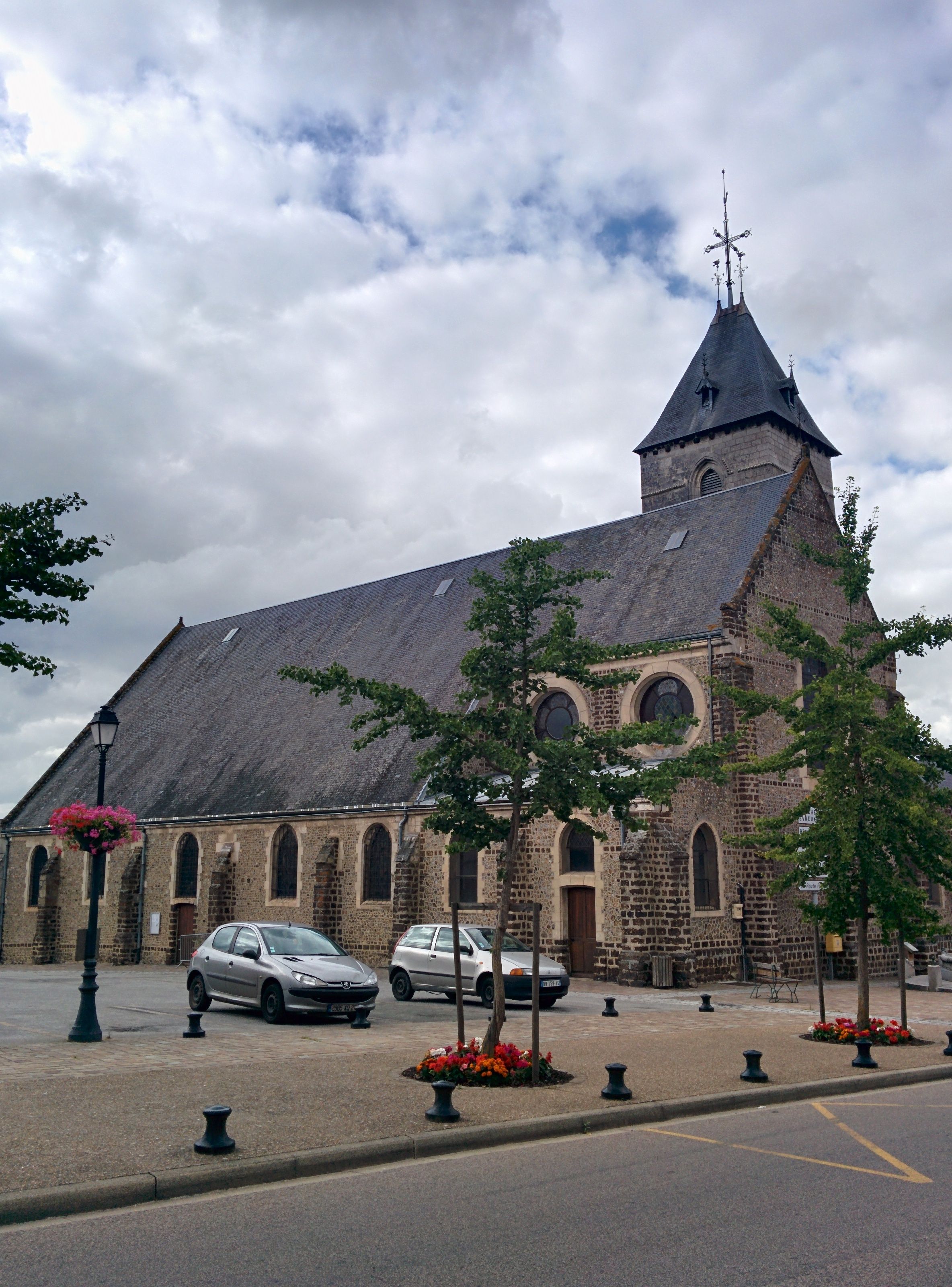
L'église Saint-Gilles.
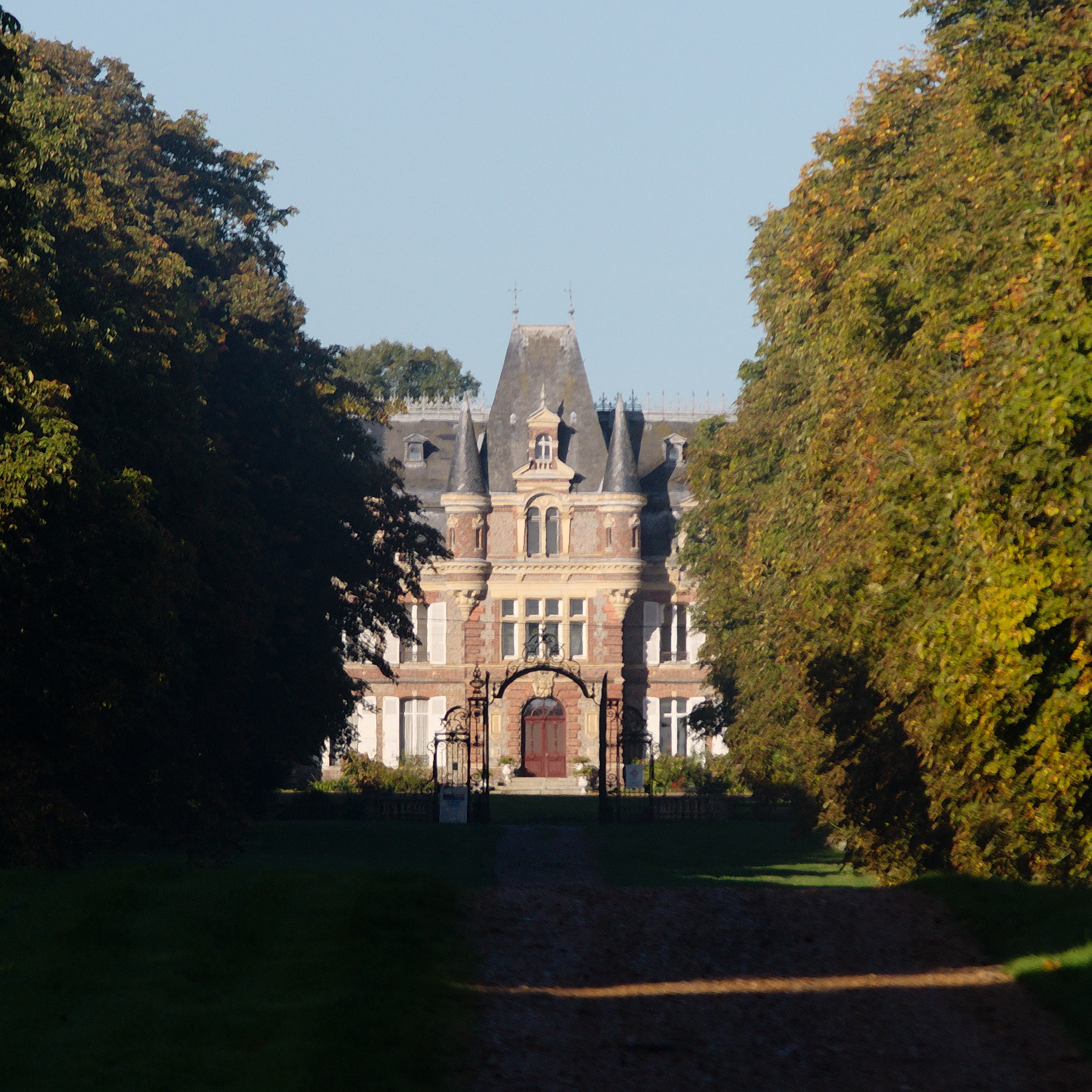
Le château de la Chapelle.
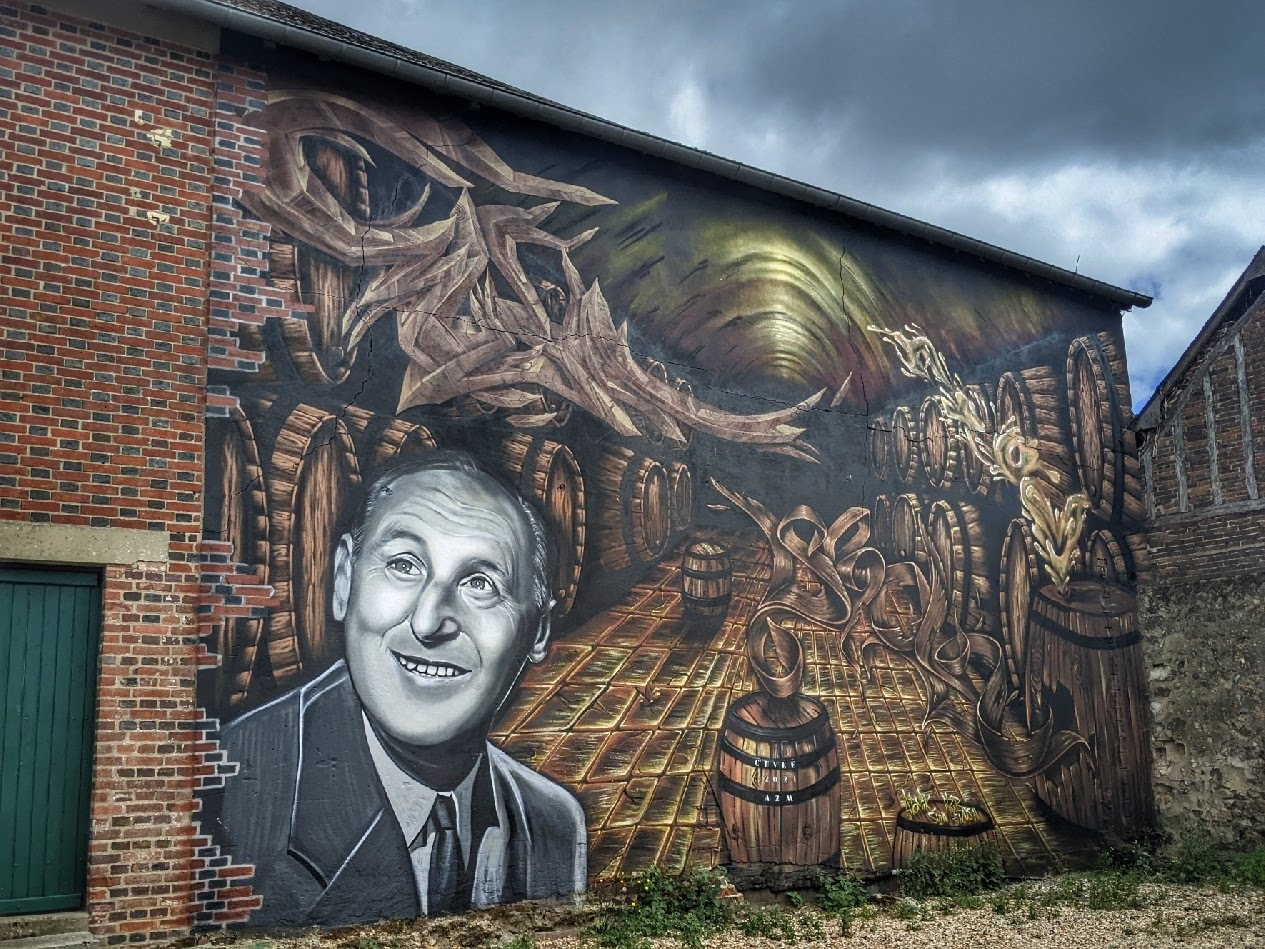
Fresque géante, représentant Bourvil, réalisée par Romain Vasse alias Atomik

### Personnalités liées à la commune
- Nicolas de Lyre : probablement né vers 1270 à La Neuve-Lyre et mort en 1349 à Paris. Ce franciscain est l'auteur d'une Postilla litteralis super Biblia, commentaire littéral de la Bible (ancien et nouveau testaments), terminé en 1332, de grande renommée et de diffusion importante au moins jusqu'au XVIe siècle.
- Émile Bourgeois (1832-1926), propriétaire d'un grand magasin parisien, « Le Grand Dépôt »[48], 21-23, rue Drouot à Paris, dans la seconde moitié du XIXe siècle et bienfaiteur de la commune au début du XXe siècle.
- Henri Thuillier (1867-1928), Curé et poète. Une rue de la commune porte son nom.
- Nigel Wilkins (1936- ), professeur britannique naturalisé français, spécialisé en musicologie et en littérature médiévale, y habite depuis 2005.
- Yann Moncomble (1953-1990), journaliste et essayiste français d'extrême droite, y habitait.

### Cinéma
- Une scène du film Le Rosier de madame Husson, réalisé par Jean Boyer et sorti en 1950, avec Bourvil et Jacqueline Pagnol a été tournée sur la place de l'église.
- Quelques scènes du film Le Trou normand, réalisé par Jean Boyer et sorti en 1952, avec Bourvil et Brigitte Bardot ont été tournées dans le village.

### Héraldique
| Blason de La Neuve-Lyre | Blason  | D’azur à la lyre d’argent.                       |
| Blason de La Neuve-Lyre | Détails | Le statut officiel du blason reste à déterminer. |